# Zombie Army Trilogy
Zombie Army Trilogy est un jeu vidéo de tir tactique développé et édité par Rebellion Developments, sorti en 2015 sur Windows, PlayStation 4 et Xbox One.
Il s'agit d'un spin-off de la série Sniper Elite. Le jeu regroupe une version remastérisée des jeux Sniper Elite: Nazi Zombie Army et Sniper Elite: Nazi Zombie Army 2, extensions autonomes de Sniper Elite V2, ainsi qu'un troisième opus inédit. Jouable en solo ou en coopération jusqu’à quatre, le jeu se compose en trois chapitres de cinq niveaux chacun.

## Accueil
- Eurogamer : 6/10[1]
- JeuxActu : 8/20[2]